# 8. Armee (Wehrmacht)
Die 8. Armee / Armeeoberkommando 8 (AOK 8) war ein Kommandobehörde des Heeres der Wehrmacht während des Zweiten Weltkrieges. Sie war Oberkommando jeweils wechselnder Armeekorps sowie zahlreicher Spezialtruppen.

## Vorkriegszeit
In der Friedensgliederung des Heeres wurden die höchsten Kommandobehörden als Heeresgruppenkommandos bezeichnet, Armeeoberkommandos wurden lediglich im Mobilmachungsfall aufgestellt. Eine 8. Armee wurde vor dem eigentlichen Beginn des Zweiten Weltkriegs im Zuge von Hitlers Expansions- und Revisionspolitik mehrfach aufgestellt.
Gemäß der Weisung Hitlers vom 11. März 1938 zur militärischen Umsetzung des „Anschlusses“ Österreichs wurde am selben Tag das Heeresgruppenkommando 3 (Dresden) unter General der Infanterie Fedor von Bock mobilisiert und in 8. Armee umbenannt. Zur Erfüllung ihres Auftrags wurden ihr die Armeekorps VII (München) und XIII (Nürnberg) sowie das motorisierte XVI. Armeekorps unterstellt, das Hauptquartier wurde in Mühldorf am Inn aufgeschlagen. Am Einmarsch sollten ferner Einheiten der Polizei, der SS-Verfügungstruppe sowie der Luftwaffe inklusive Luftlandetruppen teilnehmen. Die Operationspläne zum Einmarsch waren zuvor vom Generalstab des Heeres (General der Artillerie Ludwig Beck) unter maßgeblicher Beteiligung Generalmajor Erich von Mansteins erarbeitet worden. Als Tag des Einmarsches wurde der 12. März festgelegt.
Der Einmarsch stieß seitens des österreichischen Bundesheers, an das in der Nacht zuvor entsprechende Befehle ergangen waren, auf keinen Widerstand, der laut Hitlers Weisung „mit grösster Rücksichtslosigkeit durch Waffengewalt“ hätte gebrochen werden sollen. Bereits am 13. März beschloss die neue österreichische Regierung unter Arthur Seyß-Inquart das „Gesetz über die Wiedervereinigung Österreichs mit dem Deutschen Reich“.
Die 8. Armee wurde nach Abschluss der Operationen wieder in Heeresgruppe 3 umbenannt.
Im Zuge der Sudetenkrise im September 1938 kam es erneut zur Mobilmachung der 8. Armee. Zusammen mit anderen Verbänden nahm sie nach dem Münchner Abkommen an der kampflosen Besetzung des Sudetenlandes teil.
Ein drittes Mal kam die 8. Armee, inzwischen unter Johannes Blaskowitz, bei der „Zerschlagung der Rest-Tschechei“ im März 1939 zum Einsatz. Diese erfolgte erneut kampflos, da die tschechische Regierung unter Emil Hácha dem massiven deutschen Druck nachgab.

## Zweiter Weltkrieg

### Polen 1939
Die 8. Armee wurde am 1. August 1939 aus dem Heeresgruppenkommando 3 unter General der Infanterie Johannes Blaskowitz neu aufgestellt. Für den Überfall auf Polen wurde sie der Heeresgruppe Süd (Generaloberst Gerd von Rundstedt) unterstellt. Am 1. September 1939 trat sie aus ihrem Bereitstellungsraum Niederschlesien heraus an und drang in Richtung Łódź vor. Linksgestaffelt gewährte sie der 10. Armee (General der Artillerie Walter von Reichenau), die rechts von ihr bereits einen Panzerkeil gegen Warschau vortrieb, Flankenschutz gegen die polnische Armee Łódź. Während die Armee Łódź unter schweren Verlusten zurückgehen musste, drohte der Armee Poznań die Einschließung durch die 4. Armee (General der Artillerie Günther von Kluge) und die 8. Armee. Als sich der Befehlshaber der polnischen Armee, General Tadeusz Kutrzeba, entschloss, sich hinter die Weichsel zurückzuziehen, führte dies zur Krise bei der 8. Armee. Generaloberst Rundstedt sah darin eine Möglichkeit den Kampf zu entscheiden, tatsächlich konnte die Front der 30. Infanterie-Division mit Unterstützung der Luftflotte 1 und 4 dem polnischen Druck standhalten. Infolge kamen auch die Korps der 10. Armee der 8. zu Hilfe: das XVI. Armeekorps verlegte der Armee Poznań den Weg, das XI. und XIII. Armeekorps schlossen gegen die Bzura auf und das von Norden kommende III. Armeekorps der 4. Armee vollendete die Einschließung im Raum Kutno. Etwa 170.000 Polen kapitulierten am 19. September im Kessel; ein paar tausend entkamen in die Wälder, aber nur wenige hundert Mann schlugen sich nach Modlin oder Warschau durch. Obwohl die seit dem 8. September eingeschlossene polnische Hauptstadt noch weiterkämpfte, verlegte das OKH seit dem 20./21. September Truppenverbände an die deutsche Westgrenze. So löste die 8. Armee die 10. vor Warschau ab und zog bis zur Kapitulation Warschaus am 28. September in heftigen Kämpfen den Belagerungsring immer enger. Am 20. Oktober 1939 wurde die 8. Armee bei der Verlegung von Polen nach dem Westen in 2. Armee umbenannt.

### Ukraine 1943
Nach dem Ende des Unternehmens Zitadelle und dem Verlust Charkows während der nachfolgenden Belgorod-Charkower Operation der Roten Armee wurde die 8. Armee am 22. August 1943 in der Ukraine unter General der Infanterie Otto Wöhler durch Umwandlung der der Heeresgruppe Süd (v. Manstein) unterstellten Armeeabteilung Kempf neu aufgestellt. Von Juli bis Dezember 1943 trug die Rote Armee eine Reihe von Angriffen auf einer Frontbreite von Smolensk bis Rostow vor.
Gliederung am 4. Oktober 1943
- XXIV. Panzerkorps mit 34. Infanterie-, 10. Panzergrenadier- und 2. SS-Panzer-Division
- XXXXVIII. Panzerkorps mit 72., 112. und 255. Infanterie-Division (Kampfgruppen), 20. Panzergrenadier- und 19. Panzer-Division
- III. Panzerkorps mit 5. SS-Panzer-Division, Kampfgruppe 3. und 11. Panzer-Division, 57. Infanterie- und Reste 168. und 213. Division
- XXXXVII. Panzerkorps mit 6. Panzer-Division, 389. Infanterie-Division, Kampfgruppe 167. und 320. Infanterie-Division
- XI. Armeekorps mit Kampfgruppe 39., 106., 282. und 198. Infanterie-Division sowie 3. SS-Panzer-Division

Unter dem Druck der fortwährenden sowjetischen Angriffe nahm Manstein entgegen den Befehlen Hitlers seine Heeresgruppe in einem wohlgeordneten Rückzug auf den Dnepr zurück. Aber auch diese Linie war nicht zu halten: am Weihnachtsabend stieß die 1. Ukrainische Front über Shitomir nach Westen vor. Die Front wurde an mehreren Stellen zerrissen, die sowjetischen Truppen überschritten die frühere polnische Grenze.
Die 8. Armee musste sich während der Kirowograder Operation Mitte Januar vor der 2. und 3. Ukrainischen Front aus dem Raum Kirowograd zurückziehen. Aufgrund dieser Flankenbedrohung zog sich auch die 6. Armee der Heeresgruppe A (v. Kleist), die auf Befehl Hitlers noch immer das Industriegebiet von Nikopol – Kriwoi Rog – Cherson verteidigte, schrittweise zurück, womit eine Stadt nach der anderen verloren ging. Am 24. Januar setzte die 2. Ukrainische Front zur neuen Offensive an, zusammen mit dem linken Flügel der 1. Ukrainischen Front gelang es, das XI. und XXXXII. Armeekorps der 8. Armee in der Kesselschlacht von Tscherkassy im Raum Korsun einzuschließen und großteils zu vernichten. Bis Ende März 1944 wurde die 8. Armee auf dem linken Flügel bis an den Pruth zurückgedrängt, auf dem rechten hielt sie noch gemeinsam mit der 6. Armee einen kleinen Frontbogen zwischen Dnister und Bug auf der Linie Balta – Nikolajew. Anfang April wurde auch dieser Frontbogen eingedrückt und am 10. April musste Odessa geräumt werden. Gleichzeitig kämpfte die Rote Armee die Krim gegen die dort zurückgebliebene 17. Armee frei.
Über die vorangegangenen Niederlagen erbost, löste Hitler Ende März Manstein und Kleist ab und versetzte sie zur Führerreserve. An ihrer Stelle übernahmen Generalfeldmarschall Walter Model und Generaloberst Ferdinand Schörner als Befehlshaber mit dem Ruf rücksichtsloser Energie das Kommando über die neugebildeten Heeresgruppen Nord- und Südukraine, wobei die 8. Armee letzterer unterstellt wurde. Zur selben Zeit flauten die sowjetische Angriffe im Süden der Ostfront ab, da nunmehr die Großoffensive Operation Bagration gegen die noch weit auf sowjetischem Territorium stehende Heeresgruppe Mitte vorbereitet wurde.

### Rumänien 1944
Ende Juni/Anfang Juli 1944 brach die Heeresgruppe Mitte unter der sowjetischen Offensive zusammen, was Auswirkungen auf die Lage an der gesamten deutschen Ostfront hatte: während die Heeresgruppe Nord schon von jeder Verbindung abgeschnitten war, drohte der Heeresgruppe Südukraine dieses Schicksal noch. Ein weiterer Vormarsch der Roten Armee bedrohte jedoch auch die Verbindung der in Griechenland und auf dem Balkan stehenden deutschen Verbände. Schörner wurde neuer Kommandeur der Heeresgruppe Nord, sein Nachfolger bei der Heeresgruppe Südukraine wurde Johannes Frießner. Für den Kampf auf dem südosteuropäischen Kriegsschauplatz standen zwei sowjetische Heeresgruppen mit insgesamt rund 929.000 Mann bereit: die 2. und 3. Ukrainische Front, die noch von der Schwarzmeerflotte und zwei Luftarmeen unterstützt wurden. Das zahlenmäßige Verhältnis zu den deutschen Verbänden betrug bei Mannschaften, Geschützen, Granatwerfern und Panzern mindestens 6:1, bei Flugzeugen 3:1. Demgegenüber hielten die Deutschen eine ungünstige Linie auf 645 km Breite. Nur 15 Prozent der fronterfahrenen Offiziere und Unterführer hatten den Krieg in Russland überlebt, es fehlten sämtliche Eingreifreserven und die Artillerie hatte nicht genügend Munition. Am 20. August begann im Abschnitt der 8. Armee bei Jassy der Angriff (Operation Jassy-Kischinew): auf 16 km Breite wurde die Front durchstoßen. Der Angriff kam zum Stehen, aber am nächsten Tag drehten die sowjetischen Truppen von zwei Seiten ein und umzingelten Teile der 8. Armee in mehreren Kesseln im Raum Jassy – Huși. Angesichts der sowjetischen Durchbrüche wurde Marschall Antonescu am 23. August verhaftet und gegen Abend eine Rundfunkerklärung verlesen, in der Rumänien das Ende seines Kampfes gegen die Sowjetunion bekanntgab (siehe auch: Königlicher Staatsstreich in Rumänien 1944). Zwei Tage später erklärte Rumänien auf Druck Stalins Deutschland den Krieg.

### Ungarn 1944/Tschechoslowakei 1945
Die 2. Ukrainische Front (Malinowski) überflutete mit 63 Divisionen das ungarische Tiefland und trieb die zur Armeegruppe geschrumpfte 8. Armee vor sich her. Ihr Versuch, sie bei Debrecen abzuschneiden, scheiterte zwar, eine Rücknahme der deutschen Linien hinter die Theiß war dennoch notwendig, da der unablässig angreifende Feind bereits bei Szeged einen Brückenkopf für den Absprung nach Budapest gewonnen hatte. Der ungarische Reichsverweser Horthy suchte sein Land zu retten und wandte sich an die Alliierten, die aber keine Möglichkeit hatten, Ungarn zu helfen. In dieser Lage entsandte er gezwungenermaßen eine Delegation für Verhandlungen nach Moskau. Die Sowjetunion verlangte die Räumung der 1937 erworbenen Gebiete, die Unterstellung der ungarischen Streitkräfte unter die Rote Armee und die Kriegserklärung an Deutschland. Horthy akzeptierte und verlas am 15. Oktober 1944 eine entsprechende Rundfunkerklärung. Jedoch entführte ein Kommando unter Otto Skorzeny seinen Sohn und deutsche Fallschirmjäger besetzten den Regierungssitz. Horthy musste die Erklärung zurücknehmen. Nach schweren Kämpfen und mehreren Panzerschlachten führte Frießner seine Truppen auf die Donaubrückenköpfe bei Budapest und Mohács zurück. Anfang Dezember durchbrachen die vereinten sowjetischen und rumänischen Truppen die Linien der ungarischen 3. Armee und konnten nach Überwindung der Margarethenstellung beiderseits des Plattensees Budapest einschließen. Am 28. Dezember übernahm Otto Wöhler das Kommando über die Heeresgruppe Süd; sein Nachfolger bei der 8. Armee, die nun der neugebildeten Heeresgruppe Mitte (Schörner) unterstellt war, wurde General Hans Kreysing.
Armeegliederung im März 1945
XXIX. Armeekorps (General der Infanterie Kurt Röpke)
- 153. Grenadier-Division, 101. Jäger-Division
- Kampfgruppe 76. und 15. Infanterie-Division

XXXXIII. Armeekorps (General der Infanterie Arthur Kullmer)
- 48. Volksgrenadier- und 96. Infanterie-Division
- ungarische 5. Reserve- und 24. Infanterie-Division

LXXII. Armeekorps (General der Infanterie Anton Grasser, ab 20. April Werner Schmidt-Hammer)
- 711. Infanterie-Division, Divisionsgruppe Kaiser, 8. Jäger-Division

IV. Panzerkorps " Feldherrnhalle " (General der Panzertruppe Ulrich Kleemann)
- Panzerdivision " Feldherrnhalle ", Kampfgruppe 13. Panzer-Division
- 46., 211. und 271. Volksgrenadier, 357. Infanterie-Division

Die 8. Armee nördlich Budapests wurde ab Anfang Januar 1945 unter dem Druck der 2. Ukrainischen Front in die Slowakei zurückgedrängt. Bis Kriegsende wurde der von 1., 2. und 4. Ukrainischer Front sowie 1. und 3. US-Armee gebildete Ring immer enger. Schließlich kapitulierte die Armee während der Prager Operation auf engem Raum zwischen Prag, Gablonz und Pardubitz völlig eingekesselte Heeresgruppe Mitte mit knapp einer Million Mann am 11. Mai 1945, drei Tage nach der Bedingungslosen Kapitulation der Wehrmacht. 

### Oberbefehlshaber
- Generaloberst Johannes Blaskowitz: 1. August 1939 bis 20. Oktober 1939
- General der Infanterie Otto Wöhler: 22. August 1943 bis 27. Dezember 1944
- General der Gebirgstruppe Hans Kreysing: 28. Dezember 1944 bis 11. Mai 1945